# Breakdown (musica)
Un breakdown è una parte di un brano dove vengono usati vari strumenti per creare degli assoli. In particolare, nel metal è una parte del brano dove le melodie principali vengono momentaneamente tagliate per essere rimpiazzate da un differente sound, più pesante, lento e aggressivo. Vengono eseguiti solitamente con la tecnica del palm mute per la chitarra e il basso, mentre la batteria segue la chitarra e/o la accompagna con un uso intermittente del crash.
I breakdown sono tipici dei brani metalcore, dove vengono ampiamente usati. Di conseguenza, sottogeneri come l'electronicore e il deathcore fanno ugualmente uso della tecnica.